# Fundación Hirondelle
La Fundación Hirondelle, cuyo lema es «Medios por la paz y la dignidad humana», es una fundación suiza fundada en 1995 y con sede en Lausana.
Su objetivo es proporcionar información independiente en países en conflicto o crisis, principalmente en el África francófona, apoyando a las emisoras de radio mediante la formación de periodistas, la redacción de cartas editoriales o la financiación de equipos.

## Historia
Fundada en 1995 por los periodistas Philippe Dahinden, Jean-Marie Etter y François Gross. la Fundación Hirondelle tiene su sede en Lausana. Su primera acción fue relanzar Radio Agatashya (Radio Hirondelle), lanzada inicialmente por Reporteros sin Fronteras después del genocidio de Ruanda y que emitió desde Bukavu en kinyarwanda hasta 1996 Tras esta experiencia, la fundación lanzó la agencia Hirondelle News para cubrir las actividades del Tribunal Penal Internacional para Ruanda en Arusha (Tanzania), luego Star Radio en Liberia en 1991
En los decenios de 2000 y 2010 se lanzaron proyectos en la República Centroafricana (2000), el Congo (2002), Sudán (2006), Sierra Leona (2007), Túnez (2011), Malí (2013), Guinea (2014), Burkina Faso (2015) y Níger (2016). Aunque en un primer momento se lanzan emisoras de radio, las intervenciones se hacen progresivamente en forma de estudios cuyos programas son difundidos por emisoras de radio asociadas o de asistencia a las radios estatales, como en Túnez y Burkina Faso, en términos de organización y gestión
En 2020, la fundación llevó a cabo una campaña de información internacional sobre el Covid-19 a través de sus medios asociados. En el contexto de la guerra de Ucrania en 2022, cubre los acontecimientos a través de su sitio en red Justice Info y recauda fondos con La Chaîne du bonheur.

## Actividades
En 2023, la Fundación Hirondelle está activa en diez países de tres continentes — Birmania, Burkina Faso, Burundi, Madagascar, Malí, Níger, la RR. CFA, el Congo, Túnez y la Ucrania,                   y ha estado activo en Bangladés, la Costa de Marfil, Guinea, Kosovo, Liberia, Nepal, Ruanda, Sierra Leona, Sudán del Sur, Tanzania y Timor Oriental.
Su objetivo es proporcionar información independiente en zonas de conflicto o crisis. Para lograr este objetivo, lanza y apoya medios de comunicación implementados localmente por periodistas y técnicos supervisados por sus expertos (cada vez más locales) en materia de formación, redacción de cartas editoriales o financiación de equipamientos.
| Medios de comunicación  | País                            | Periodo de actividad | Notas                                        |
| ----------------------- | ------------------------------- | -------------------- | -------------------------------------------- |
| Agencia Hirondelle News | Tanzania                        | 1996-2012            | Disolución                                   |
| Radio Estrella          | Liberia                         | 1997-2008            | Continuación de actividades sin la fundación |
| Radio Ndeke Luka        | República Centroafricana        | 2000-                |                                              |
| Radio Okapi             | República Democrática del Congo | 2002-2014            | Continuación de actividades sin la fundación |
| Radio Miraya            | Sudán / Sudán del Sur           | 2006-2014            | Continuación de actividades sin la fundación |
| Estudio Tamani,         | Malí                            | 2013-                |                                              |
| Estudio Kalangou        | Níger                           | 2016-                |                                              |
| Estudio Yafa            | Burkina Faso                    | 2019-                |                                              |

La fundación también es socia de Studio Sifaka en Madagascar y colabora con Frontier Myanmar en Birmania para su podcast Doh Athan También ofrece actividades de educación en medios a través de módulos de vídeo, en particular gracias al apoyo del porcentaje cultural Migros.
También gestiona Justice Info, un sitio en la red sobre noticias de justicia internacional lanzado en 2015, y una publicación semestral, Mediation.
Se beneficia de financiación de entidades gubernamentales (95 %), incluida la Agencia Suiza para el Desarrollo y la Cooperación y la Unión Europea, y en pequeña proporción de patrocinio privado.

## Dirección
Jean-Marie Etter, director de la Fundación Hirondelle, se jubiló a fines de 2016. Fue reemplazado por Caroline Vuillemin, quien se unió a la fundación en 2003, primero a cargo de Radio Okapi y luego como directora de operaciones.
En 2023, el Consejo de la Fundación estaba compuesto por Tony Burgener (presidente), Akram Belkaïd, Marie Jeanne Eby, Mario Fetz, Dick Marty, Doris Pfister, Nathalie Pignard-Cheynel, Isabelle Werenfels y Martin Woker.

## Distinciones
En 2017, la Fundación Hirondelle recibió el Premio a la Tolerancia otorgado por la Fundación Ousseimi.